# Liste der denkmalgeschützten Objekte im Okres Bratislava I/G–J
Die Liste der denkmalgeschützten Objekte im Okres Bratislava I/G–J enthält die nach slowakischen Denkmalschutzvorschriften geschützten Objekte im Stadtbezirk Okres Bratislava I, der den Stadtteil Staré Mesto umfasst, in den Straßen beginnend mit den Buchstaben G bis J.

## Denkmäler
| Foto |                 | Denkmal / č. ÚZPF                                           | Standort / Konskr. Nr.                                                                              | Offizielle Beschreibung                                   | Beschreibung | Metadaten                                                                 |
| ---- | --------------- | ----------------------------------------------------------- | --------------------------------------------------------------------------------------------------- | --------------------------------------------------------- | --- | ------------------------------------------------------------------------- |
| ja   | Datei hochladen | Gedenkwohnhaus(sk) ObjektID: 101-656/1                      | Gajova ul. 11 Standort KG: Staré Mesto Konskr.Nr.: 102507                                           | schodiskový, radový, Dom magnezit. priemyslu              | Treppenhausartiges Reihen-, Gedenkhaus; Haus der Magnesitindustrie in der Straße Gajova ulica 11. | č. NKP: 101-656/1 Stand des NKP: 2012-02-08 Name: DOM BYTOVÝ PAMÄTNÝ      |
| ja   | Datei hochladen | Gedenktafel(sk) ObjektID: 101-656/2                         | Gajova ul. 11 Standort KG: Staré Mesto Konskr.Nr.:                                                  | Vianočná dohoda; PT podpísania Vianočnej dohody           | Weihnachtsabkommen, Gedenktafel an das Unterschreiben des sogenannten Weihnachtsabkommens in der Straße Gajova ulica 11. | č. NKP: 101-656/2 Stand des NKP: 2012-02-08 Name: TABUĽA PAMÄTNÁ          |
| ja   | Datei hochladen | Villa(sk) ObjektID: 101-396/0                               | Galandova ul. 1 Standort KG: Staré Mesto Konskr.Nr.: 1795                                           | solitér                                                   | Solitäre Villa in der Straße Galandova ulica 1. | č. NKP: 101-396/0 Stand des NKP: 2012-02-08 Name: VILA                    |
| ja   | Datei hochladen | Villa(sk) ObjektID: 101-397/0                               | Galandova ul. 3 Standort KG: Staré Mesto Konskr.Nr.: 101153                                         | solitér                                                   | Solitäre Villa in der Straße Galandova ulica 3. | č. NKP: 101-397/0 Stand des NKP: 2012-02-08 Name: VILA                    |
| ja   | Datei hochladen | Villa(sk) ObjektID: 101-399/0                               | Galandova ul. 4 Standort KG: Staré Mesto Konskr.Nr.: 1154                                           |                                                           | Villa in der Straße Galandova ulica 4. | č. NKP: 101-399/0 Stand des NKP: 2012-02-08 Name: VILA                    |
| ja   | Datei hochladen | Villa(sk) ObjektID: 101-398/0                               | Galandova ul. 5 Standort KG: Staré Mesto Konskr.Nr.: 1155                                           | solitér                                                   | Solitäre Villa in der Straße Galandova ulica 5. | č. NKP: 101-398/0 Stand des NKP: 2012-02-08 Name: VILA                    |
| ja   | Datei hochladen | Villa(sk) ObjektID: 101-400/0                               | Galandova ul. 8 (Timravina ul.) Standort KG: Staré Mesto Konskr.Nr.: 101156                         | solitér                                                   | Solitäre Villa an der Ecke der Straßen Galandova ulica 8 und Timravina ulica. | č. NKP: 101-400/0 Stand des NKP: 2012-02-08 Name: VILA                    |
| ja   | Datei hochladen | Wohnhaus(sk) ObjektID: 101-621/1                            | Godrova ul. 2 Standort KG: Staré Mesto Konskr.Nr.: 100805                                           | schodiskový, solitér                                      | Treppenhausartiges, solitäres Haus in der Straße Godrova ulica 2. | č. NKP: 101-621/1 Stand des NKP: 2012-02-08 Name: DOM BYTOVÝ              |
|      | Datei hochladen | Gartenanbauzurichtung(sk) ObjektID: 101-621/2               | Godrova ul. 2 KG: Staré Mesto Konskr.Nr.: 100805                                                    |                                                           | Gartenanbau-Zurichtung in der Straße Godrova ulica 2. | č. NKP: 101-621/2 Stand des NKP: 2012-02-08 Name: ÚPRAVA SADOVNÍCKA       |
|      | Datei hochladen | Villa(sk) ObjektID: 101-401/0                               | Godrova ul. 4 KG: Staré Mesto Konskr.Nr.:                                                           | solitér                                                   | Solitäre Villa in der Straße Godrova ulica 4. | č. NKP: 101-401/0 Stand des NKP: 2012-02-08 Name: VILA                    |
| ja   | Datei hochladen | Villa(sk) ObjektID: 101-405/0                               | Godrova ul. 5 Standort KG: Staré Mesto Konskr.Nr.:                                                  | solitér                                                   | Solitäre Villa in der Straße Godrova ulica 5. | č. NKP: 101-405/0 Stand des NKP: 2012-02-08 Name: VILA                    |
| ja   | Datei hochladen | Villa(sk) ObjektID: 101-402/0                               | Godrova ul. 6 Standort KG: Staré Mesto Konskr.Nr.:                                                  | solitér                                                   | Solitäre Villa in der Straße Godrova ulica 6. | č. NKP: 101-402/0 Stand des NKP: 2012-02-08 Name: VILA                    |
| ja   | Datei hochladen | Villa(sk) ObjektID: 101-403/0                               | Godrova ul. 8 KG: Staré Mesto Konskr.Nr.:                                                           | solitér                                                   | Solitäre Villa in der Straße Godrova ulica 8. | č. NKP: 101-403/0 Stand des NKP: 2012-02-08 Name: VILA                    |
|      | Datei hochladen | Villa(sk) ObjektID: 101-404/1                               | Godrova ul. 12 (S časť parcely záhrady) KG: Staré Mesto Konskr.Nr.: 811                             | solitér                                                   | Solitäre Villa in der Straße Godrova ulica 12, nördliche Seite der Gartenparzelle. | č. NKP: 101-404/1 Stand des NKP: 2012-02-08 Name: VILA                    |
|      | Datei hochladen | Garten(sk) ObjektID: 101-404/2                              | Godrova ul. 12 (J od vily) KG: Staré Mesto Konskr.Nr.: 0                                            |                                                           | Garten in der Straße Godrova ulica 12, südlich der Villa. | č. NKP: 101-404/2 Stand des NKP: 2012-02-08 Name: ZÁHRADA                 |
| ja   | Datei hochladen | Theater(sk) Slowakisches Nationaltheater ObjektID: 101-33/0 | Gorkého ul. 2 (Hviezdoslavovo nám.) Standort KG: Staré Mesto Konskr.Nr.: 132                        | Slov. národné divadlo                                     | Das Slowakische Nationaltheater wurde vom Büro Fellner & Helmer in den Jahren 1884-1886 erbaut. Es steht in der Straße Gorkého ulica 2 (Platz Hviezdoslavovo námestie). | č. NKP: 101-33/0 Stand des NKP: 2012-02-08 Name: DIVADLO                  |
| ja   | Datei hochladen | Verwaltungsgebäude(sk) ObjektID: 101-660/0                  | Gorkého ul. 4 (Jesenského ul., Komenského nám.) Standort KG: Staré Mesto Konskr.Nr.: 101131         | schodisková, nárožná, Obchodná a priemyselná komora       | Treppenhausartiges Eck-, Verwaltungsgebäude, Industrie- und Handelskammer Bratislava in der Straße Gorkého ulica 4 (Straße Jesenského ulica und Platz Komenského námestie). | č. NKP: 101-660/0 Stand des NKP: 2012-02-08 Name: BUDOVA ADMINISTRATÍVNA  |
| ja   | Datei hochladen | Wohnhaus(sk) Palais Motešický ObjektID: 101-27/0            | Gorkého ul. 5 (Laurinská 8) Standort KG: Staré Mesto Konskr.Nr.: 210                                | pavlačový, radový, nájomný, palác Motešických             | Laubenartiges Reihen-, Miets- und Wohnhaus, Palais Motešický in der Straße Gorkého ulica 5 (Straße Laurinská 8). | č. NKP: 101-27/0 Stand des NKP: 2012-02-08 Name: DOM BYTOVÝ               |
| ja   | Datei hochladen | Bankgebäude(sk) ObjektID: 101-736/0                         | Gorkého ul. 7 (Laurinská 10) Standort KG: Staré Mesto Konskr.Nr.: 211                               | chodbová, radová, bývalá Zemská banka                     | Gangartiges Reihenbankgebäude, ehemalige Bank Zemská banka in der Straße Gorkého ulica 7 (Straße Laurinská 10). | č. NKP: 101-736/0 Stand des NKP: 2012-02-08 Name: BANKA                   |
| ja   | Datei hochladen | Bankgebäude(sk) ObjektID: 101-832/0                         | Gorkého ul. 9 Standort KG: Staré Mesto Konskr.Nr.: 202                                              | radová, TUZEX, VÚB                                        | Reihenbankgebäude, ehemaliges Einkaufszentrum TUZEX, derzeit die Bank Všeobecná úverová banka befindlich in der Straße Gorkého ulica 9. | č. NKP: 101-832/0 Stand des NKP: 2012-02-08 Name: BANKA                   |
| ja   | Datei hochladen | Verwaltungsgebäude(sk) ObjektID: 101-258/0                  | Grösslingová ul. 1 (Štúrova ul.) Standort KG: Staré Mesto Konskr.Nr.: 2446                          | nárožná, Legiobanka                                       | Eck-, Verwaltungsgebäude, ehemalige Bank Legiobanka in der Straße Grösslingová ulica 1 Ecke Straße Štúrova ulica. | č. NKP: 101-258/0 Stand des NKP: 2012-02-08 Name: BUDOVA ADMINISTRATÍVNA  |
| ja   | Datei hochladen | Wohnhaus(sk) ObjektID: 101-10460/0                          | Grösslingová ul. 3 Standort KG: Staré Mesto Konskr.Nr.: 2447                                        | radový                                                    | Reihenhaus in der Straße Grösslingová ulica 3. | č. NKP: 101-10460/0 Stand des NKP: 2012-02-08 Name: DOM BYTOVÝ            |
| ja   | Datei hochladen | Gymnasium(sk) ObjektID: 101-256/3                           | Grösslingová ul. 18 Standort KG: Staré Mesto Konskr.Nr.: 4543                                       |                                                           | Gymnasium in der Straße Grösslingová ulica 18. | č. NKP: 101-256/3 Stand des NKP: 2012-02-08 Name: GYMNÁZIUM               |
| ja   | Datei hochladen | Mehrfunktionsgebäude(sk) ObjektID: 101-259/1                | Grösslingová ul. 23 (Dunajská ul. 18) KG: Staré Mesto Konskr.Nr.: 2310                              | priechodový, radový, Dom Slovenskej ligy                  | Mehrfunktionales Reihenhaus mit Durchgang, Haus der Slowakischen Liga in der Straße Grösslingová ulica 23 und Straße Dunajská ulica 18. | č. NKP: 101-259/1 Stand des NKP: 2012-02-08 Name: DOM POLYFUNKČNÝ         |
| ja   | Datei hochladen | Büste(sk) ObjektID: 101-259/2                               | Grösslingová ul. 23 (an der Fassade) Standort KG: Staré Mesto Konskr.Nr.: 2456                      | Gessay I., 1874-1928, politik                             | Büste des Politikers Ignác Gessay (* 1874; † 1928) an der Fassade in der Straße Grösslingová ulica 23. | č. NKP: 101-259/2 Stand des NKP: 2012-02-08 Name: BUSTA                   |
|      | Datei hochladen | Wohnhaus(sk) ObjektID: 101-10461/0                          | Grösslingová ul. 28 (Klemensova 7-9, Gajova 13) KG: Staré Mesto Konskr.Nr.: 2487                    | nárožný                                                   | Eck-, Wohnhaus in der Straße Grösslingová ulica 28 (Straße Klemensova ulica 7-9 und Straße Gajova ulica 13). | č. NKP: 101-10461/0 Stand des NKP: 2012-02-08 Name: DOM BYTOVÝ            |
| ja   | Datei hochladen | Wohnhaus(sk) ObjektID: 101-11197/0                          | Grösslingová ul. 33 Standort KG: Staré Mesto Konskr.Nr.: 2460                                       | schodiskový, radový, Spolok velkostatkárov                | Treppenhausartiges Reihen- und Wohnhaus; Verein der Grossbauern in der Straße Grösslingová ulica 33. | č. NKP: 101-11197/0 Stand des NKP: 2012-02-08 Name: DOM BYTOVÝ            |
| ja   | Datei hochladen | Wohnhaus(sk) ObjektID: 101-10463/0                          | Grösslingová ul. 47 Standort KG: Staré Mesto Konskr.Nr.: 2466                                       | radový                                                    | Reihen- und Wohnhaus in der Straße Grösslingová ulica 47. | č. NKP: 101-10463/0 Stand des NKP: 2012-02-08 Name: DOM BYTOVÝ            |
| ja   | Datei hochladen | Wohnhaus(sk) ObjektID: 101-10464/0                          | Grösslingová ul. 49 Standort KG: Staré Mesto Konskr.Nr.: 2467                                       | radový                                                    | Reihen- und Wohnhaus in der Straße Grösslingová ulica 49. | č. NKP: 101-10464/0 Stand des NKP: 2012-02-08 Name: DOM BYTOVÝ            |
| ja   | Datei hochladen | Wohnhaus(sk) ObjektID: 101-10465/0                          | Grösslingová ul. 51 Standort KG: Staré Mesto Konskr.Nr.: 2468                                       | radový                                                    | Reihen- und Wohnhaus in der Straße Grösslingová ulica 51. | č. NKP: 101-10465/0 Stand des NKP: 2012-02-08 Name: DOM BYTOVÝ            |
| ja   | Datei hochladen | Wohnhaus(sk) ObjektID: 101-646/0                            | Grösslingová ul. 56 Standort KG: Staré Mesto Konskr.Nr.: 3704                                       | nárožný                                                   | Eck-, Wohnhaus in der Straße Grösslingová ulica 56. | č. NKP: 101-646/0 Stand des NKP: 2012-02-08 Name: DOM BYTOVÝ              |
| ja   | Datei hochladen | Wohnhaus(sk) ObjektID: 101-644/0                            | Grösslingová ul. 34-36 Standort KG: Staré Mesto Konskr.Nr.:                                         | radový, nájomný dom                                       | Eck-, Wohn- und Mietshaus in der Straße Grösslingová ulica 34-36. | č. NKP: 101-644/0 Stand des NKP: 2012-02-08 Name: DOM BYTOVÝ              |
| ja   | Datei hochladen | Wohnhaus(sk) ObjektID: 101-10462/0                          | Grösslingová ul. 39-41 (Klemensova 5) Standort KG: Staré Mesto Konskr.Nr.: 2463                     | nárožný                                                   | Eck- und Wohnhaus in der Straße Grösslingová ulica 39-41 (Straße Klemensova ulica 5). | č. NKP: 101-10462/0 Stand des NKP: 2012-02-08 Name: DOM BYTOVÝ            |
| ja   | Datei hochladen | Wohnhaus(sk) ObjektID: 101-10466/0                          | Grösslingová ul. 59, 61, 63 Standort KG: Staré Mesto Konskr.Nr.: 2471                               | radový                                                    | Reihen- und Wohnhaus in der Straße Grösslingová ulica 59, 61, 63. | č. NKP: 101-10466/0 Stand des NKP: 2012-02-08 Name: DOM BYTOVÝ            |
| ja   | Datei hochladen | Wohnhaus(sk) ObjektID: 101-10467/0                          | Grösslingová ul. 71-73 (29. augusta ul., Mlynské nivy) Standort KG: Staré Mesto Konskr.Nr.: 2475-6- | nárožný                                                   | Eck- und Wohnhaus in der Straße Grösslingová ulica 71-73 an der Ecke der Straße 29. augusta und des Platzes Mlynské Nivy. | č. NKP: 101-10467/0 Stand des NKP: 2012-02-08 Name: DOM BYTOVÝ            |
| ja   | Datei hochladen | Wohnhaus(sk) ObjektID: 101-473/0                            | Gunduličova ul. 2 (Štefánikova ul.) Standort KG: Staré Mesto Konskr.Nr.: 101901                     | schodiskový, nárožný, nájomný dom                         | Treppenhausartiges Eck-, Miets- und Wohnhaus in der Straße Gunduličova ulica 2 (Straße Štefánikova ulica). | č. NKP: 101-473/0 Stand des NKP: 2012-02-08 Name: DOM BYTOVÝ              |
| ja   | Datei hochladen | Wohnhaus(sk) ObjektID: 101-472/0                            | Gunduličova ul. 3 Standort KG: Staré Mesto Konskr.Nr.: 900,1900                                     | schodiskový, chodbový, radový, nájomný dom                | Treppenhausartiges, gangartiges Reihen-, Miets- und Wohnhaus in der Straße Gunduličova ulica 3. | č. NKP: 101-472/0 Stand des NKP: 2012-02-08 Name: DOM BYTOVÝ              |
| ja   | Datei hochladen | Wohnhaus(sk) ObjektID: 101-474/0                            | Gunduličova ul. 4 Standort KG: Staré Mesto Konskr.Nr.: 903                                          | schodiskový, radový, nájomný dom                          | Treppenhausartiges, Reihen-, Miets- und Wohnhaus in der Straße Gunduličova ulica 4. | č. NKP: 101-474/0 Stand des NKP: 2012-02-08 Name: DOM BYTOVÝ              |
| ja   | Datei hochladen | Wohnhaus(sk) ObjektID: 101-475/0                            | Gunduličova ul. 6 (centr. časť PZ BA) Standort KG: Staré Mesto Konskr.Nr.: 100904                   | schodiskový, radový, nájomný dom                          | Treppenhausartiges, Reihen- und Mietshaus in der Straße Gunduličova ul. 6, zentraler Teil der denkmalgeschützten Zone Bratislava. | č. NKP: 101-475/0 Stand des NKP: 2012-02-08 Name: DOM BYTOVÝ              |
| ja   | Datei hochladen | Villa(sk) ObjektID: 101-433/1                               | Gunduličova ul. 14 (Somolického ul.) Standort KG: Staré Mesto Konskr.Nr.: 100908                    | solitér; vila so záhradou                                 | Solitäre Villa mit Garten in der Straße Gunduličova ul. 14 (Straße Somolického ulica). | č. NKP: 101-433/1 Stand des NKP: 2012-02-08 Name: VILA                    |
| ja   | Datei hochladen | Garten(sk) ObjektID: 101-433/2                              | Gunduličova ul. 14 (Somolického ul.) Standort KG: Staré Mesto Konskr.Nr.: 100908                    | okrasná vilová záhrada                                    | Dekorativer Garten an der Villa in der Straße Gunduličova ulica 14 (Straße Somolického ulica). | č. NKP: 101-433/2 Stand des NKP: 2012-02-08 Name: ZÁHRADA                 |
| ja   | Datei hochladen | Umzäunung(sk) ObjektID: 101-433/3                           | Gunduličova ul. 14 (südöstl. Grenze der Parzelle) Standort KG: Staré Mesto Konskr.Nr.: 100908       | kameň, železo; oporný múr s oplotením                     | Eisen und Stein, Stützmauer mit Umzäunung in der Straße Gunduličova ulica 14; südöstl. Grenze der Parzelle. | č. NKP: 101-433/3 Stand des NKP: 2012-02-08 Name: OPLOTENIE               |
| ja   | Datei hochladen | Wohnhaus(sk) ObjektID: 101-791/0                            | Heydukova ul. 3 Standort KG: Staré Mesto Konskr.Nr.: 102139                                         | radový, nájomný dom                                       | Reihen-, Mietshaus in der Straße Heydukova ulica 3. | č. NKP: 101-791/0 Stand des NKP: 2012-02-08 Name: DOM BYTOVÝ              |
| ja   | Datei hochladen | Wohnhaus(sk) ObjektID: 101-792/0                            | Heydukova ul. 6 Standort KG: Staré Mesto Konskr.Nr.: 102155                                         | radový                                                    | Reihenhaus in der Straße Heydukova ulica 6. | č. NKP: 101-792/0 Stand des NKP: 2012-02-08 Name: DOM BYTOVÝ              |
| ja   | Datei hochladen | Wohnhaus(sk) ObjektID: 101-793/0                            | Heydukova ul. 17 Standort KG: Staré Mesto Konskr.Nr.: 2145                                          | radový, nájomný dom                                       | Reihen-, Mietshaus in der Straße Heydukova ulica 17. | č. NKP: 101-793/0 Stand des NKP: 2012-02-08 Name: DOM BYTOVÝ              |
| ja   | Datei hochladen | Wohnhaus(sk) ObjektID: 101-721/0                            | Heydukova ul. 19 Standort KG: Staré Mesto Konskr.Nr.: 2146                                          | schodiskový, radový, nájomný dom                          | Treppenhausartiges Reihen-, Mietshaus in der Straße Heydukova ulica 19. | č. NKP: 101-721/0 Stand des NKP: 2012-02-08 Name: DOM BYTOVÝ              |
| ja   | Datei hochladen | Wohnhaus(sk) ObjektID: 101-722/0                            | Heydukova ul. 23 Standort KG: Staré Mesto Konskr.Nr.: 2148                                          | radový, nájomný dom                                       | Reihen-, Mietshaus in der Straße Heydukova ulica 23. | č. NKP: 101-722/0 Stand des NKP: 2012-02-08 Name: DOM BYTOVÝ              |
| ja   | Datei hochladen | Synagoge(sk) ObjektID: 101-277/0                            | Heydukova ul. 11-13 Standort KG: Staré Mesto Konskr.Nr.: 2143                                       | Synagóga neológov                                         | Neologe Synagoge in der Straße Heydukova ulica 11-13. | č. NKP: 101-277/0 Stand des NKP: 2012-02-08 Name: SYNAGÓGA                |
| ja   | Datei hochladen | Brunnen(sk) ObjektID: 101-158/0                             | Hlavné nám. Standort KG: Staré Mesto Konskr.Nr.:                                                    | Rollandova; Maximiliánova fontána                         | Der Maximiliansbrunnen auf dem Platz Hlavné námestie (deutsch Hauptplatz) wurde im Auftrag von Kaiser Maximilian II. im Jahr 1572 vom Steinmetz Andreas Luttringer aus Altenburg errichtet. Die Statue stellt den legendären Ritter Roland dar, der die Stadtrechte schützte. Die Figur wird manchmal als eine Darstellung Maximilians interpretiert.           | č. NKP: 101-158/0 Stand des NKP: 2012-02-08 Name: FONTÁNA                 |
| ja   | Datei hochladen | Rathaus(sk) Altes Rathaus ObjektID: 101-157/0               | Hlavné nám. 1 (Primaciálne nám. 2) Standort KG: Staré Mesto Konskr.Nr.: 501                         | nárožná, radová, prejazdová Stará radnica, Mestské múzeum | Das Alte Rathaus steht auf dem Platz Hlavné námestie 1 (deutsch Hauptplatz) und dem Platz Primaciálne námestie 2 und stammt aus dem 14. Jahrhundert. Bis zum Jahr 1867 war es das Rathaus von Bratislava. Eck-, Reihen-, Altes Rathaus mit Durchfahrt, Stadtmuseum.                                                                                             | č. NKP: 101-157/0 Stand des NKP: 2012-02-08 Name: RADNICA                 |
| ja   | Datei hochladen | Bürgerhaus(sk) ObjektID: 101-152/0                          | Hlavné nám. 2 (Radničná ul.) Standort KG: Staré Mesto Konskr.Nr.: 353,100353                        | prejazdový, nárožný                                       | Eck-, Bürgerhaus mit Durchfahrt, heute japanische Botschaft auf dem Platz Hlavné námestie 2 (deutsch Hauptplatz) Ecke Straße Radničná ulica. | č. NKP: 101-152/0 Stand des NKP: 2012-02-08 Name: DOM MEŠTIANSKY          |
| ja   | Datei hochladen | Bürgerhaus(sk) ObjektID: 101-153/0                          | Hlavné nám. 3 Standort KG: Staré Mesto Konskr.Nr.: 354,100354                                       | priechodový, radový                                       | Bürgerhaus mit Durchgang, Reihenhaus auf dem Platz Hlavné námestie 3 (deutsch Hauptplatz). | č. NKP: 101-153/0 Stand des NKP: 2012-02-08 Name: DOM MEŠTIANSKY          |
| ja   | Datei hochladen | Stadtpalais(sk) ObjektID: 101-154/0                         | Hlavné nám. 4 (Rybárska brána) Standort KG: Staré Mesto Konskr.Nr.: 355,100355                      | nárožný, Jeszenákov palác                                 | Jeszenakov-Palais, Eckpalais auf dem Platz Hlavné námestie 4 (deutsch Hauptplatz), an dem Tor Rybárska brána. | č. NKP: 101-154/0 Stand des NKP: 2012-02-08 Name: PALÁC MESTSKÝ           |
| ja   | Datei hochladen | Bankgebäude(sk) ObjektID: 101-10993/0                       | Hlavné nám. 5 Standort KG: Staré Mesto Konskr.Nr.: 356,100356                                       | radová, Eskontná banka, Koospol                           | Reihenbankgebäude, ehemalige Bank Eskontná banka, Firma Koospol auf dem Platz Hlavné námestie 5 (deutsch Hauptplatz). | č. NKP: 101-10993/0 Stand des NKP: 2012-02-08 Name: BANKA                 |
| ja   | Datei hochladen | Stadtpalais(sk) Palais Kutscherfeld ObjektID: 101-150/1     | Hlavné nám. 7 (Sedlárska ul.) Standort KG: Staré Mesto Konskr.Nr.: 100358                           | prejazdový, nárožný Kutscherfeldov palác                  | Das eckartige Palais Kutscherfeld auf dem Platz Hlavné námestie 7 (deutsch Hauptplatz) Ecke zur Straße Sedlárska (deutsch Sattlerstraße) ist ein Rokokopalais mit Durchfahrt aus dem Jahr 1762 und wurde unter dem Verwalter Baron Leopold von Kutscherfeld errichtet. Seit 1991 ist es Sitz der französischen Botschaft und des französischen Kulturinstituts. | č. NKP: 101-150/1 Stand des NKP: 2012-02-08 Name: PALÁC MESTSKÝ           |
| ja   | Datei hochladen | Gedenktafel(sk) ObjektID: 101-150/2                         | Hlavné nám. 7 (an der Fassade) Standort KG: Staré Mesto Konskr.Nr.: 100358                          | Rubinštejn A.G., 1829-1894, skladateľ                     | Gedenktafel an den Komponisten Anton Grigorjewitsch Rubinstein (* 1829; † 1894) an der Fassade des Palais Kutscherfeld auf dem Platz Hlavné námestie 7 (deutsch Hauptplatz). | č. NKP: 101-150/2 Stand des NKP: 2012-02-08 Name: TABUĽA PAMÄTNÁ          |
| ja   | Datei hochladen | Bürgerhaus(sk) ObjektID: 101-156/0                          | Hlavné nám. 8 Standort KG: Staré Mesto Konskr.Nr.: 359                                              | nárožný, Miestodržiteľský palác                           | Eckpalais, Statthalterpalais auf dem Platz Hlavné námestie 8 (deutsch Hauptplatz). | č. NKP: 101-156/0 Stand des NKP: 2012-02-08 Name: DOM MEŠTIANSKY          |
| ja   | Datei hochladen | Waisenhaus(sk) ObjektID: 101-449/1                          | Hlboká ul. 4 (Sokolská ul., Čapkova ul.) Standort KG: Staré Mesto Konskr.Nr.: 100968                | nárožný, škola                                            | Eckhaus, Waisenhaus und Schule in der Straße Hlboká 4 (Straßen Sokolská ulica und Čapkova ulica). | č. NKP: 101-449/1 Stand des NKP: 2012-02-08 Name: SIROTINEC               |
|      | Datei hochladen | Garten(sk) ObjektID: 101-449/2                              | Hlboká ul. 4 (Sokolská ul., Čapkova ul.) KG: Staré Mesto Konskr.Nr.: 100968                         | školská záhrada                                           | Schulgarten in der Straße Hlboká ulica 4 (Straßen Sokolská ulica und Čapkova ulica). | č. NKP: 101-449/2 Stand des NKP: 2012-02-08 Name: ZÁHRADA                 |
| ja   | Datei hochladen | Einfassungsmauer zur Umzäunung(sk) ObjektID: 101-449/3      | Hlboká ul. 4 (Sokolská ul., Čapkova ul.) Standort KG: Staré Mesto Konskr.Nr.: 100968                | kameň, kov, tehla; oporný a ohradný múr s bránami         | Einfassungsmauer zur Umzäunung in der Straße Hlboká 4 (Straßen Sokolská ulica und Čapkova ulica). Die Mauer besteht aus Stein, Eisen und Ziegelwerk. Tragemauer mit Toren. | č. NKP: 101-449/3 Stand des NKP: 2012-02-08 Name: MÚR OHRADNÝ S OPLOTENÍM |
| ja   | Datei hochladen | Villa(sk) ObjektID: 101-450/0                               | Hlboká ul. 6 Standort KG: Staré Mesto Konskr.Nr.: 969                                               | solitér;                                                  | Solitäre Villa in der Straße Hlboká ulica 6. | č. NKP: 101-450/0 Stand des NKP: 2012-02-08 Name: VILA                    |
|      | Datei hochladen | Krankenhaus(sk) ObjektID: 101-447/0                         | Hlboká ul. 7 KG: Staré Mesto Konskr.Nr.: 101965                                                     | ortopedicko-urologická, sanatórium Dr.Schlessingera       | Orthopädisch-urologisches Krankenhaus und Sanatorium des Dr. Schlessingers in der Straße Hlboká ulica 7. | č. NKP: 101-447/0 Stand des NKP: 2012-02-08 Name: NEMOCNICA               |
|      | Datei hochladen | Villa(sk) ObjektID: 101-451/1                               | Hlboká ul. 8 KG: Staré Mesto Konskr.Nr.: 101970                                                     | solitér                                                   | Solitäre Villa in der Straße Hlboká ulica 8. | č. NKP: 101-451/1 Stand des NKP: 2012-02-08 Name: VILA                    |
|      | Datei hochladen | Wohnhaus(sk) ObjektID: 101-448/1                            | Hlboká ul. 9 KG: Staré Mesto Konskr.Nr.: 965,101966                                                 | schodiskový, solitér                                      | Treppenhausartiges, solitäres Wohnhaus in der Straße Hlboká ulica 9. | č. NKP: 101-448/1 Stand des NKP: 2012-02-08 Name: DOM BYTOVÝ              |
|      | Datei hochladen | Garten(sk) ObjektID: 101-448/2                              | Hlboká ul. 9 KG: Staré Mesto Konskr.Nr.:                                                            |                                                           | Garten in der Straße Hlboká ulica 9. | č. NKP: 101-448/2 Stand des NKP: 2012-02-08 Name: ZÁHRADA                 |
|      | Datei hochladen | Stadtgarten(sk) ObjektID: 101-451/2                         | Hlboká ul. KG: Staré Mesto Konskr.Nr.:                                                              | romantická                                                | Romantischer Stadtgarten in der Straße Hlboká ulica. | č. NKP: 101-451/2 Stand des NKP: 2012-02-08 Name: ZÁHRADA MESTSKÁ         |
| ja   | Datei hochladen | Stadtpalais(sk) Palais Grassalkovich ObjektID: 101-32/1     | Hodžovo nám. 1 Standort KG: Staré Mesto Konskr.Nr.: 102978                                          | solitér, nárožný Prezidentský palác                       | Eckartiges, solitäres Präsidentenpalais Grassalkovich auf dem Platz Hodžovo námestie 1. | č. NKP: 101-32/1 Stand des NKP: 2012-02-08 Name: PALÁC MESTSKÝ            |
| ja   | Datei hochladen | Gedenktafel(sk) ObjektID: 101-32/3                          | Hodžovo nám. 1 (an der Fassade) Standort KG: Staré Mesto Konskr.Nr.: 0                              | Haydn Joseph; 1732-1809, skladateľ                        | Gedenktafel an den Komponisten Joseph Haydn (* 1732; † 1809) an der Fassade des Grassalkovichpalais auf dem Platz Hodžovo námestie 1. | č. NKP: 101-32/3 Stand des NKP: 2012-02-08 Name: TABUĽA PAMÄTNÁ           |
| ja   | Datei hochladen | Park(sk) ObjektID: 101-32/2                                 | Hodžovo nám. 1 (Štefánikova, Banskobystrická) Standort KG: Staré Mesto Konskr.Nr.: 0                | Grassalkovichova záhrada                                  | Park vor dem Palais Grassalkovich auf dem Platz Hodžovo námestie 1 und Straßen Štefánikova ulica und Banskobystrická ulica. | č. NKP: 101-32/2 Stand des NKP: 2012-02-08 Name: PARK                     |
| ja   | Datei hochladen | Umzäunung mit Tor(sk) ObjektID: 101-32/4                    | Hodžovo nám. 1 (vor der Hauptfassade) Standort KG: Staré Mesto Konskr.Nr.: 0                        | kovové+murované kované zlátené+murované                   | Umzäunung mit Tor vor der Hauptfassade des Palais Grassalkovich; geschmiedet, gemauert, metallisch und vergoldet. | č. NKP: 101-32/4 Stand des NKP: 2012-02-08 Name: OPLOTENIE S BRÁNAMI      |
| ja   | Datei hochladen | Wohnhaus(sk) ObjektID: 101-386/0                            | Holubyho ul. 6 Standort KG: Staré Mesto Konskr.Nr.: 1285                                            | solitér                                                   | Solitäres Wohnhaus in der Straße Holubyho ulica 6. | č. NKP: 101-386/0 Stand des NKP: 2012-02-08 Name: DOM BYTOVÝ              |
| ja   | Datei hochladen | Villa(sk) ObjektID: 101-387/0                               | Holubyho ul. 8 Standort KG: Staré Mesto Konskr.Nr.: 1286                                            | solitér                                                   | Solitäre Villa in der Straße Holubyho ulica 8. | č. NKP: 101-387/0 Stand des NKP: 2012-02-08 Name: VILA                    |
| ja   | Datei hochladen | Wohnhaus(sk) ObjektID: 101-388/0                            | Holubyho ul. 10 Standort KG: Staré Mesto Konskr.Nr.: 1288                                           | solitér                                                   | Solitäres Wohnhaus in der Straße Holubyho ulica 10. | č. NKP: 101-388/0 Stand des NKP: 2012-02-08 Name: DOM BYTOVÝ              |
| ja   | Datei hochladen | Villa(sk) ObjektID: 101-389/0                               | Holubyho ul. 12 Standort KG: Staré Mesto Konskr.Nr.: 1289                                           | solitér                                                   | Solitäre Villa in der Straße Holubyho ulica 12. | č. NKP: 101-389/0 Stand des NKP: 2012-02-08 Name: VILA                    |
| ja   | Datei hochladen | Villa(sk) ObjektID: 101-390/0                               | Holubyho ul. 14 Standort KG: Staré Mesto Konskr.Nr.:                                                | solitér                                                   | Solitäre Villa in der Straße Holubyho ulica 14. | č. NKP: 101-390/0 Stand des NKP: 2012-02-08 Name: VILA                    |
| ja   | Datei hochladen | Kaufhaus(sk) ObjektID: 101-11331/0                          | Hurbanovo nám. 6 Standort KG: Staré Mesto Konskr.Nr.: 496                                           | nárožný, Veľký Baťa                                       | Eckartiges Kaufhaus Veľký Baťa. | č. NKP: 101-11331/0 Stand des NKP: 2012-02-08 Name: DOM OBCHODNÝ          |
| ja   | Datei hochladen | Denkmal(sk) ObjektID: 101-30/0                              | Hviezdoslavovo nám. Standort KG: Staré Mesto Konskr.Nr.:                                            | sov. armáda; Socha víťazstva                              | Denkmal für die Sowjetische Armee, Siegesstatue auf dem Platz Hviezdoslavovo námestie. | č. NKP: 101-30/0 Stand des NKP: 2012-02-08 Name: POMNÍK                   |
| ja   | Datei hochladen | Denkmal mit Statue(sk) ObjektID: 101-31/0                   | Hviezdoslavovo nám. Standort KG: Staré Mesto Konskr.Nr.:                                            | Hviezdoslav P. O., 1849-1921, básnik                      | Denkmal für den slowakischen Dichter Pavol Országh Hviezdoslav (* 1849; † 1921) auf dem Platz Hviezdoslavovo námestie. | č. NKP: 101-31/0 Stand des NKP: 2012-02-08 Name: POMNÍK SO SOCHOU         |
|      | Datei hochladen | Frauenstift(sk) ObjektID: 101-42/1                          | Hviezdoslavovo nám. (Jesenského 4) KG: Staré Mesto Konskr.Nr.: 100036                               | kanonisiek Notre Dame                                     | Kloster der Kanonissen Notre Dame auf dem Platz Hviezdoslavovo námestie (Ecke der Straße Jesenského 4). | č. NKP: 101-42/1 Stand des NKP: 2012-02-08 Name: KLÁŠTOR KANONISTIEK      |
| ja   | Datei hochladen | Kirche(sk) ObjektID: 101-42/2                               | Hviezdoslavovo nám. 1 Standort KG: Staré Mesto Konskr.Nr.:                                          | r. k. Nanebovzatia P. M. kanonistiek Notre Dame           | Römisch-katholische Himmelfahrtskirche der Jungfrau Maria der Kanonissen Notre Dame auf dem Platz Hviezdoslavovo námestie. | č. NKP: 101-42/2 Stand des NKP: 2012-02-08 Name: KOSTOL                   |
| ja   | Datei hochladen | Hotel(sk) Hotel Carlton ObjektID: 101-731/0                 | Hviezdoslavovo nám. 2 Standort KG: Staré Mesto Konskr.Nr.: 185                                      | Hotel Carlton                                             | Hotel Carlton auf dem Platz Hviezdoslavovo námestie 2. | č. NKP: 101-731/0 Stand des NKP: 2012-02-08 Name: HOTEL                   |
| ja   | Datei hochladen | Wohnhaus(sk) ObjektID: 101-706/0                            | Hviezdoslavovo nám. 4 Standort KG: Staré Mesto Konskr.Nr.: 186                                      | nárožný, nájomný dom                                      | Eck-, Miets- und Wohnhaus auf dem Platz Hviezdoslavovo námestie 4. | č. NKP: 101-706/0 Stand des NKP: 2012-02-08 Name: DOM BYTOVÝ              |
| ja   | Datei hochladen | Verwaltungsgebäude(sk) ObjektID: 101-713/0                  | Hviezdoslavovo nám. 5 Standort KG: Staré Mesto Konskr.Nr.: 187                                      |                                                           | Verwaltungsgebäude auf dem Platz Hviezdoslavovo námestie 5. | č. NKP: 101-713/0 Stand des NKP: 2012-02-08 Name: BUDOVA ADMINISTRATÍVNA  |
| ja   | Datei hochladen | Stadtpalais(sk) ObjektID: 101-36/0                          | Hviezdoslavovo nám. 6 Standort KG: Staré Mesto Konskr.Nr.: 188                                      | Csomov palác                                              | Palais Csomov auf dem Platz Hviezdoslavovo námestie 6. | č. NKP: 101-36/0 Stand des NKP: 2012-02-08 Name: PALÁC MESTSKÝ            |
| ja   | Datei hochladen | Wohnhaus(sk) ObjektID: 101-11270/1                          | Hviezdoslavovo nám. 7 Standort KG: Staré Mesto Konskr.Nr.: 189                                      | radový, nájomný, bytový dom                               | Reihen-, Miets- und Wohnhaus auf dem Platz Hviezdoslavovo námestie 7. | č. NKP: 101-11270/1 Stand des NKP: 2012-02-08 Name: DOM BYTOVÝ            |
| ja   | Datei hochladen | Wohnhaus(sk) ObjektID: 101-707/0                            | Hviezdoslavovo nám. 9 Standort KG: Staré Mesto Konskr.Nr.: 191                                      | radový, nájomný dom                                       | Reihen- und Mietshaus auf dem Platz Hviezdoslavovo námestie 9. | č. NKP: 101-707/0 Stand des NKP: 2012-02-08 Name: DOM BYTOVÝ              |
| ja   | Datei hochladen | Bürgerhaus(sk) ObjektID: 101-38/0                           | Hviezdoslavovo nám. 10 Standort KG: Staré Mesto Konskr.Nr.: 100192                                  | nárožný, Nesterov dom                                     | Eck-, Bürgerhaus "Nesterov dom" (deutsch "Nesters Haus") auf dem Platz Hviezdoslavovo námestie 10. | č. NKP: 101-38/0 Stand des NKP: 2012-02-08 Name: DOM MEŠTIANSKY           |
| ja   | Datei hochladen | Wohnhaus(sk) ObjektID: 101-39/0                             | Hviezdoslavovo nám. 11 Standort KG: Staré Mesto Konskr.Nr.: 168                                     | nárožný, nájomný dom                                      | Eck-, Miets- und Wohnhaus auf dem Platz Hviezdoslavovo námestie 11. | č. NKP: 101-39/0 Stand des NKP: 2012-02-08 Name: DOM BYTOVÝ               |
| ja   | Datei hochladen | Wohnhaus(sk) ObjektID: 101-708/0                            | Hviezdoslavovo nám. 12 Standort KG: Staré Mesto Konskr.Nr.: 169                                     | schodiskový, radový Wernerov dom, nájomný dom             | Treppenhausartiges Reihen-, Wohnhaus "Wernerov dom" (deutsch Werners Haus) auf dem Platz Hviezdoslavovo námestie 12. | č. NKP: 101-708/0 Stand des NKP: 2012-02-08 Name: DOM BYTOVÝ              |
| ja   | Datei hochladen | Wohnhaus(sk) ObjektID: 101-709/0                            | Hviezdoslavovo nám. 13 Standort KG: Staré Mesto Konskr.Nr.:                                         | radový, nájomný dom                                       | Reihen-, Miets- und Wohnhaus auf dem Platz Hviezdoslavovo námestie 13. | č. NKP: 101-709/0 Stand des NKP: 2012-02-08 Name: DOM BYTOVÝ              |
| ja   | Datei hochladen | Stadtpalais(sk) ObjektID: 101-148/2                         | Hviezdoslavovo nám. 14 Standort KG: Staré Mesto Konskr.Nr.: 172                                     | radový, Csákyho palác                                     | Palais Czáky, Reihen-, Stadtpalais auf dem Platz Hviezdoslavovo námestie 14. | č. NKP: 101-148/2 Stand des NKP: 2012-02-08 Name: PALÁC MESTSKÝ II.       |
| ja   | Datei hochladen | Wohnhaus II.(sk) ObjektID: 101-147/2                        | Hviezdoslavovo nám. 15 Standort KG: Staré Mesto Konskr.Nr.: 174                                     | schodiskový, radový, nájomný dom                          | Treppenhausartiges Reihen-, Miets- und Wohnhaus auf dem Platz Hviezdoslavovo námestie 15. | č. NKP: 101-147/2 Stand des NKP: 2012-02-08 Name: DOM BYTOVÝ II.          |
| ja   | Datei hochladen | Wohnhaus(sk) ObjektID: 101-146/2                            | Hviezdoslavovo nám. 16 Standort KG: Staré Mesto Konskr.Nr.: 173                                     | pavlačový, radový, nájomný dom                            | Laubengangartiges Reihen-, Miets- und Wohnhaus auf dem Platz Hviezdoslavovo námestie 16. | č. NKP: 101-146/2 Stand des NKP: 2012-02-08 Name: DOM BYTOVÝ              |
| ja   | Datei hochladen | Wohnhaus(sk) ObjektID: 101-712/0                            | Hviezdoslavovo nám. 17 (Strakova ul.) Standort KG: Staré Mesto Konskr.Nr.: 100171                   | nárožný, Kino Mladosť                                     | Eck-, Wohnhaus, Kino Mladosť auf dem Platz Hviezdoslavovo námestie 17 und Straße Strakova ulica. | č. NKP: 101-712/0 Stand des NKP: 2012-02-08 Name: DOM BYTOVÝ              |
| ja   | Datei hochladen | Stadtpalais(sk) ObjektID: 101-37/1                          | Hviezdoslavovo nám. 18 Standort KG: Staré Mesto Konskr.Nr.: 178                                     | prejazdový, radový Pálffyho palác, VŠVU                   | Reihen-, Stadtpalais mit Durchfahrt, Palais Pállfy, Hochschule der Bildenden Künste auf dem Platz Hviezdoslavovo námestie 18. | č. NKP: 101-37/1 Stand des NKP: 2012-02-08 Name: PALÁC MESTSKÝ I.         |
| ja   | Datei hochladen | Wohnhaus(sk) ObjektID: 101-715/0                            | Hviezdoslavovo nám. 22 Standort KG: Staré Mesto Konskr.Nr.:                                         | radový, nájomný dom                                       | Reihen-, Miets- und Wohnhaus auf dem Platz Hviezdoslavovo námestie 22. | č. NKP: 101-715/0 Stand des NKP: 2012-02-08 Name: DOM BYTOVÝ              |
| ja   | Datei hochladen | Wohnhaus(sk) ObjektID: 101-716/0                            | Hviezdoslavovo nám. 23 Standort KG: Staré Mesto Konskr.Nr.:                                         | radový, nájomný dom                                       | Reihen-, Miets- und Wohnhaus auf dem Platz Hviezdoslavovo námestie 23. | č. NKP: 101-716/0 Stand des NKP: 2012-02-08 Name: DOM BYTOVÝ              |
| ja   | Datei hochladen | Bürgerhaus(sk) ObjektID: 101-35/0                           | Hviezdoslavovo nám. 25 Standort KG: Staré Mesto Konskr.Nr.: 182                                     | radový                                                    | Reihen-, Bürgerhaus auf dem Platz Hviezdoslavovo námestie 25. | č. NKP: 101-35/0 Stand des NKP: 2012-02-08 Name: DOM MEŠTIANSKY           |
| ja   | Datei hochladen | Denkmal mit Büste(sk) ObjektID: 101-11699/0                 | Hviezdoslavovo nám. (vor der Botschaft der BRD) Standort KG: Staré Mesto Konskr.Nr.:                | Hummel J. N., 1778-1937, skladateľ                        | Denkmal mit Büste für den Komponisten Johann Nepomuk Hummel (* 1778; † 1937) befindlich vor der Botschaft der Bundesrepublik Deutschland auf dem Platz Hviezdoslavovo námestie. | č. NKP: 101-11699/0 Stand des NKP: 2012-02-08 Name: POMNÍK S BUSTOU       |
| ja   | Datei hochladen | Brunnen(sk) ObjektID: 101-40/0                              | Hviezdoslavovo nám. (vor dem Slowakischen Nationaltheater) Standort KG: Staré Mesto Konskr.Nr.:     | Ganymedes; Ganymédova fontána                             | Ganymed. Springbrunnen des Ganymed vor dem Gebäude des Slowakischen Nationaltheaters auf dem Platz Hviezdoslavovo námestie. | č. NKP: 101-40/0 Stand des NKP: 2012-02-08 Name: FONTÁNA                  |
| ja   | Datei hochladen | Wohnhaus(sk) ObjektID: 101-34/0                             | Hviezdoslavovo nám. 26 (Rybárska brána 8) Standort KG: Staré Mesto Konskr.Nr.: 225                  | pavlačový, nárožný, Kernov dom                            | Laubengangartiges Eck- und Wohnhaus, "Kernov dom" (deutsch "Kernovs Haus") auf dem Platz Hviezdoslavovo námestie 26. | č. NKP: 101-34/0 Stand des NKP: 2012-02-08 Name: DOM BYTOVÝ               |
| ja   | Datei hochladen | Wohnhaus(sk) ObjektID: 101-724/0                            | Jakubovo nám. 5 Standort KG: Staré Mesto Konskr.Nr.: 2557                                           | radový, Rehoľný dom                                       | Reihen-, Wohnhaus, Ordenshaus auf dem Platz Jakubovo námestie 5. | č. NKP: 101-724/0 Stand des NKP: 2012-02-08 Name: DOM BYTOVÝ              |
| ja   | Datei hochladen | Wohnhaus(sk) ObjektID: 101-725/0                            | Jakubovo nám. 6 Standort KG: Staré Mesto Konskr.Nr.: 2559                                           | radový, nájomný dom                                       | Reihen-, Miets- und Wohnhaus auf dem Platz Jakubovo námestie 6. | č. NKP: 101-725/0 Stand des NKP: 2012-02-08 Name: DOM BYTOVÝ              |
| ja   | Datei hochladen | Wohnhaus(sk) ObjektID: 101-726/0                            | Jakubovo nám. 7 Standort KG: Staré Mesto Konskr.Nr.:                                                | radový, nájomný dom                                       | Reihen-, Miets- und Wohnhaus auf dem Platz Jakubovo námestie 7. | č. NKP: 101-726/0 Stand des NKP: 2012-02-08 Name: DOM BYTOVÝ              |
| ja   | Datei hochladen | Rundfunkgebäude(sk) ObjektID: 101-794/0                     | Jakubovo nám. 12 Standort KG: Staré Mesto Konskr.Nr.: 102562                                        | radový, bývalý Cs. rozhlas                                | Reihenhaus, ehemaliges Gebäude des Tschechoslowakischen Rundfunks. | č. NKP: 101-794/0 Stand des NKP: 2012-02-08 Name: ROZHLAS                 |
| ja   | Datei hochladen | Wohnhaus(sk) ObjektID: 101-727/0                            | Jakubovo nám. 13 Standort KG: Staré Mesto Konskr.Nr.:                                               | radový, nájomný dom                                       | Reihen-, Miets- und Wohnhaus auf dem Platz Jakubovo námestie 13. | č. NKP: 101-727/0 Stand des NKP: 2012-02-08 Name: DOM BYTOVÝ              |
| ja   | Datei hochladen | Wohnhaus(sk) ObjektID: 101-728/0                            | Jakubovo nám. 14 Standort KG: Staré Mesto Konskr.Nr.:                                               | radový, nájomný dom                                       | Reihen-, Miets- und Wohnhaus auf dem Platz Jakubovo námestie 14. | č. NKP: 101-728/0 Stand des NKP: 2012-02-08 Name: DOM BYTOVÝ              |
| ja   | Datei hochladen | Wohnhaus(sk) ObjektID: 101-10475/0                          | Jakubovo nám. 1, 2, 3 (Klemensova 11, 13) Standort KG: Staré Mesto Konskr.Nr.: 2554,2555,2556+      | nárožný                                                   | Eck- und Wohnhaus auf dem Platz Jakubovo námestie Nummern 1, 2, 3 (Straße Klemensova ulica Nummern 11 und 13). | č. NKP: 101-10475/0 Stand des NKP: 2012-02-08 Name: DOM BYTOVÝ            |
| ja   | Datei hochladen | Wohnhaus(sk) ObjektID: 101-546/0                            | Jesenského ul. 2 Standort KG: Staré Mesto Konskr.Nr.: 198                                           | nárožný, Mindszentyho ateliér-kópia                       | Eck- und Wohnhaus und Kopie des Ateliers Mindszenty in der Straße Jesenského ulica 2. | č. NKP: 101-546/0 Stand des NKP: 2012-02-08 Name: DOM BYTOVÝ              |
| ja   | Datei hochladen | Bürgerhaus(sk) ObjektID: 101-11198/0                        | Jozefská ul. 8 Standort KG: Staré Mesto Konskr.Nr.: 102994                                          | prejazdový, radový, Dom charitných sest.                  | Reihen-, Bürgerhaus mit Durchfahrt, Haus der Barmherzigen Ordensschwestern in der Straße Jozefská ulica 8. | č. NKP: 101-11198/0 Stand des NKP: 2012-02-08 Name: DOM MEŠTIANSKY        |

## Legende
Die Tabelle enthält im Einzelnen folgende Informationen:
| Foto:                    | Fotografie des Denkmals. |
| Denkmal / č. ÚZPF:       | Die Übersetzung der Bezeichnung des Denkmals, wie sie vom Slowakischen Denkmalamt (Pamiatkový úrad Slovenskej republiky) verwendet wird. Die Originalbezeichnung ist unter dem Fragezeichen angegeben. Fehlt die Übersetzung, so wird die Originalbezeichnung direkt angezeigt. Weiters ist die Objekt-Identifikationsnummer (Objekt ID) angeführt. Sie ist die offizielle, in der Slowakei eindeutige Nummer č. ÚZPF inklusive der zugehörigen Zählnummer, wie sie in den Daten des Denkmalamtes angegeben wird. Da diese nur innerhalb eines Landkreises gezählt wird, ist dessen Nummer der Denkmalnummer vorangestellt. |
| Standort:                | Wenn in der Liste vorhanden, ist die Adresse angegeben. In Klammern kann sich noch eine zusätzliche Adresse befinden, wenn es beispielsweise ein Eckhaus ist. Bei freistehenden Objekten ohne Adresse (zum Beispiel bei Bildstöcken) ist eine Adresse angegeben, die in der Nähe des Objekts liegt. Durch Aufruf des Links Standort wird die Lage des Denkmals in verschiedenen Kartenprojekten angezeigt. Darunter sind die Katastralgemeinde (KG) und, wenn vorhanden, die Konskriptionsnummer (Konskr. Nr.) angegeben.                                                                                                   |
| Offizielle Beschreibung: | Es ist die Kurzbeschreibung auf Slowakisch, wie sie in den offiziellen Listen angegeben ist, eingetragen. |
| Beschreibung:            | Kurze Angaben zum Denkmal auf Deutsch. |
| Metadaten:               | Zusätzlich werden, wenn in den persönlichen Einstellungen das Helferlein Dauerhaftes Einblenden von Metadaten aktiviert ist, ebensolche angezeigt. |

- Karte mit allen Koordinaten:
- OSM |
- WikiMap